# Breakin'
Breakin' es una película musical estadounidense de 1984, dirigida por Joel Silberg, ambientada en el mundo del break dance (de ahí el nombre de la cinta) de Los Ángeles. Es una de las películas que han contribuido a la propagación internacional del b-boying y bailes hip hop.

## Argumento
Kelly, una joven y luchadora bailarina de jazz, acosada por su instructor de baile en Los Ángeles, se retira de esas clases de baile y se reúne ahora con dos bailarines de break dance, Orlando Ozone y su hermano Tony Turbo, ellos tienen una rivalidad loca con otro equipo de baile llamado Electro Rock, conformado por los "Automáticos" ("Poppers") Poppin' Pete, Poppin' Taco y la nueva bailarina Lollipop (Ana 'Lollipop' Sánchez), cuando presentan a esa mujer en una competencia de baile y una mejor performance de baile, logran tener la ventaja sobre los hermanos Ozone y Turbo. 
Ellos también se esfuerzan para vencer el desprecio del instructor de baile de Kelly, un millonario llamado Franco con pretensiones sobre ella, la acosa y quiere dominarla, desaprueba su estilo de baile híbrido y su amistad con este tipo de bailarines, considerados bailarines de la calle. 
Entonces ella ingresa al grupo de baile con Ozone y Turbo, para competir contra el otro equipo de baile Electro Rock, pronto ellos se convierten en la sensación de las muchedumbres de la calle y las competencias de baile. Por ellos toda la audiencia es llevada a una gran variedad de desempeños de break dance.

## Reparto
| Actor                              | Personaje                                       |
| ---------------------------------- | ----------------------------------------------- |
| Lucinda Dickey                     | Kelly / Special K.                              |
| Shabba Doo                         | Orlando / Ozone                                 |
| Michael 'Boogaloo Shrimp' Chambers | Tony / Turbo                                    |
| Ice-T                              | Rapero (Ice T)                                  |
| Ben Lokey                          | Franco                                          |
| Christopher McDonald               | James                                           |
| Phineas Newborn III                | Adam                                            |
| Bruno Falcon                       | Electro Rock 1 ('Bruno Pop N' Taco' Falcon)     |
| Timothy Solomon                    | Electro Rock 2 (Timothy 'Poppin' Pete' Solomon) |
| Ana Sánchez                        | Electro Rock 3 (Ana 'Lollipop' Sánchez)         |
| Cooley Jackson                     | bailarín de la calle                            |
| Jean-Claude Van Damme              | Bailarín espectador (sin acreditar)             |

## Banda sonora
La banda sonora de la película fue lanzada por Mercury Records en 1984. El álbum contiene la primera actuación en un álbum del rapero Ice-T (que había lanzado unas 12 canciones anteriormente).

### Lista de canciones
| #  | Canción                              | Intérprete                         | Tiempo |
| -- | ------------------------------------ | ---------------------------------- | ------ |
| 1  | "Breakin'... There's No Stopping Us" | Ollie & Jerry                      | 4:34   |
| 2  | "Freakshow on the Dance Floor"       | The Bar-Kays                       | 4:42   |
| 3  | "Body Work"                          | Hot Streak                         | 4:22   |
| 4  | "99 ½"                               | Carol Lynn Townes                  | 4:02   |
| 5  | "Showdown"                           | Ollie & Jerry                      | 3:57   |
| 6  | "Heart of the Beat"                  | 3V                                 | 4:18   |
| 7  | "Street People"                      | Fire Fox (música de Ollie & Jerry) | 3:23   |
| 8  | "Cut It"                             | Re-Flex                            | 3:11   |
| 9  | "Ain't Nobody"                       | Chaka Khan                         | 4:45   |
| 10 | "Reckless"                           | Ice T                              | 3:57   |

## Cultura popular
A pesar de no aparecer en la banda sonora oficial de esta película, en la cinta también se escuchan las canciones "Tour de France" de Kraftwerk y "Beat Box" de Art of Noise.